# Coleocentrus manni
Coleocentrus manni är en stekelart som beskrevs av Joseph Augustine Cushman 1920. Coleocentrus manni ingår i släktet Coleocentrus och familjen brokparasitsteklar. Inga underarter finns listade i Catalogue of Life.